# 1146 Biarmia
1146 Biarmia este un asteroid din centura principală, descoperit pe 7 mai 1929, de Grigori Neuimin.